# Classic Cash: Hall of Fame Series
Classic Cash: Hall of Fame Series es el trigésimocuarto álbum del cantante country Johnny Cash lanzado en 1988 bajo el sello disquero Mercury. El álbum consiste en regrabaciones de canciones que Cash había hecho en los tiempos en los que él estaba en Sun y Columbia, las interpretaciones no eran malas pero tenían menos relevancia que las originales, el álbum también fue criticado por ocupar técnicas de grabación y producción muy controversiales incluyendo sintetizadores y el modernismo que Cash intento darle a las canciones antiguas.

## Canciones
1. Get Rhythm – 2:30
(Cash)
2. Tennessee Flat Top Box – 3:06
(Cash)
3. Long Black Veil – 3:14
(Danny Dill y Marijohn Wilkin)
4. A Thing Called Love – 2:15
(Jerry Reed)
5. I Still Miss Someone – 2:58
(Cash y Roy Cash)
6. Cry Cry Cry – 2:24
(Cash)
7. Blue Train – 2:03
(Billy Smith)
8. Sunday Mornin' Comin' Down – 3:54
(Kris Kristofferson)
9. Five Feet High and Rising – 2:43
(Cash)
10. Peace in the Valley – 2:54
(Thomas A. Dorsey)
11. Don't Take Your Guns to Town – 2:55
(Cash)
12. Home of the Blues – 3:14
(Cash, Glen Douglas y Vic McAlpin)
13. Guess Things Happen That Way – 2:44
(Jack Clement)
14. I Got Stripes – 2:01
(Cash y Charlie Williams)
15. I Walk the Line – 2:33
(Cash)
16. Ring of Fire – 2:43
(June Carter Cash y Merle Kilgore)
17. The Ballad of Ira Hayes – 2:51
(Peter La Farge)
18. The Ways of a Woman in Love – 2:38
(Bill Justis y Charlie Rich)
19. Folsom Prison Blues – 2:44
(Cash)
20. Suppertime – 2:22
(Ira Stanphill)

## Personal
- Johnny Cash - Vocalista, guitarra acústica y productor
- Earl Ball - Piano
- Bob Wootton - Guitarra eléctrica
- W.S. Holland - Percusión
- Jack Hale - Armónica, trompeta y cuerno francés
- Bob Lewin - Sintetizador y trompeta
- Terry McMillan - Armónica
- Bryan Bongo O'Hanlon - Percusión
- Matt Rollings - Órgano
- Jim Soldi - Guitarra acústica, Dobro, guitarra eléctrica, coros, sintetizador de guitarras y guitarra de cuello de botella
- Jimmy Tittle - Bajo, coros y asistente del productor